# Erik Crone

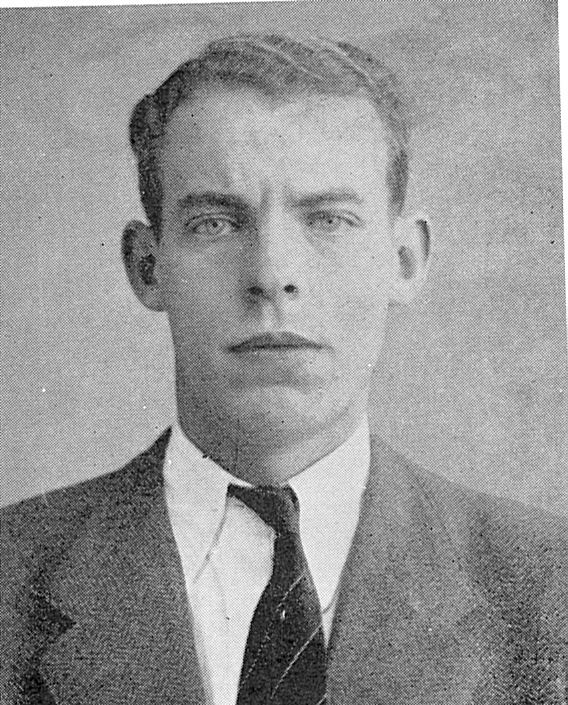
Erik Crone

Erik Crone (29 mei 1919 – 27 februari 1945) was een Deens verzetsstrijder tijdens de Tweede Wereldoorlog.
Crone was tijdens de oorlog actief in het verzet en nam in de herfst van 1944 deel aan een grote wapenzending van Zweden naar Denemarken. In Denemarken was de zogenaamde Lorenzengroep actief, een paramilitaire organisatie die samen met de Duitsers het Deense verzet wilden vernietigen. Crone werd door Erik William Petersen van de Lorenzengroep in een val gelokt, waarna de Gestapo hem gevangennam. Na enige maanden in de Gestapogevangenis te hebben gezeten en zijn gemarted, werd Crone op 27 februari 1945 samen met negen andere verzetsstrijders geëxecuteerd. Hij werd na de bevrijding herbegraven in Mindelunden i Ryvangen. 
Zijn verrader Erik William Petersen werd in de zomer van 1945 door leden van het verzet vermoord. Leider van de Lorenzengroep, Jørgen Lorenzen, werd in 1949 veroordeeld tot de doodstraf, mede vanwege zijn aandeel bij de dood van Erik Crone.